# Tyt Zajaczkiwski
Tyt Zajaczkiwski (ur. 8 kwietnia 1846 w Łopiance koło Rożniatowa, zm. 25 września 1926 we wsi Dora, obecnie część Jaremcza) – ukraiński prawnik, poseł do Sejmu Krajowego Galicji VII kadencji.

## Życiorys
Syn greckokatolickiego księdza Josypa Zajaczkiwskiego. Ukończył studia prawnicze na Uniwersytecie Lwowskim. Sędzia w Budzanowie, Tyśmienicy, Kołomyi, Haliczu, następnie radca Wyższego Sądu Krajowego we Lwowie. Honorowy obywatel Budzanowa i Tyśmienicy. Po przejściu na emeryturę prowadził kancelarię adwokacką w Jabłonowie.
Pochowany w rodzinnym grobowcu na Cmentarzu Łyczakowskim we Lwowie.